# Міністерство довкілля Польщі
Міністерство довкілля Польщі (пол. Ministerstwo Środowiska Rzeczypospolitej) створено в 1973 для вирішення питань, пов'язаних з охороною довкілля Польщі.
Міністерство існувало під різними назвами з 1972. Воно отримало свою нинішню назву в 1999.
З 2 лютого 2010 міністром довкілля є Анджей Крашевський.